# Fukushima (barri)
Fukushima (福島) és un barri del districte urbà de Fukushima, a la ciutat d'Osaka, capital de la prefectura homònima, a la regió de Kansai, Japó. El barri de Fukushima és la zona central del districte homònim.

## Geografia
El barri de Fukushima es troba localitzat a l'extrem nord-oriental del districte homònim, al centre-nord de la ciutat d'Osaka. El barri fa costa al nord amb el riu Dōjima, que el separa del districte de Nishi-Yodogawa. Dins del districte, el barri limita amb Sagisu i Yoshino a l'oest i amb Tamagawa al sud. A l'est, limita amb els baris d'Umeda i Dōjima, pertanyents al districte de Kita.

### Sub-barris
El barri compta amb huit sub-barris:
- Fukushima 1 chōme (福島一丁目)
- Fukushima 2 chōme (福島二丁目)
- Fukushima 3 chōme (福島三丁目)
- Fukushima 4 chōme (福島四丁目)
- Fukushima 5 chōme (福島五丁目)
- Fukushima 6 chōme (福島六丁目)
- Fukushima 7 chōme (福島七丁目)
- Fukushima 8 chōme (福島八丁目)

## Història
El barri de Fukushima es creà a partir dels dos pobles de Kami-Fukushima i Shimo-Fukushima, pertanyents al ja desaparegut districte de Nishinari i annexionats a la ciutat d'Osaka l'any 1897, quan es funda la moderna Osaka. Fins a la creació del districte de Fukushima, el barri va formar part del districte de Kita de 1897 fins a 1925, quan passà a formar part de Konohana fins a l'any 1943, que acabà a Fukushima.

## Demografia
| 1920 | 1930  | 1940   | 1950   | 1960 | 1970 | 1980 |
| ---- | ----- | ------ | ------ | ---- | ---- | ---- |
| ND   | ND    | ND     | ND     | ND   | ND   | ND   |
| 1990 | 2000  | 2010   | 2020   | 2030 | 2040 | 2050 |
| ND   | 8.483 | 12.776 | 15.091 | -    | -    | -    |

## Transport

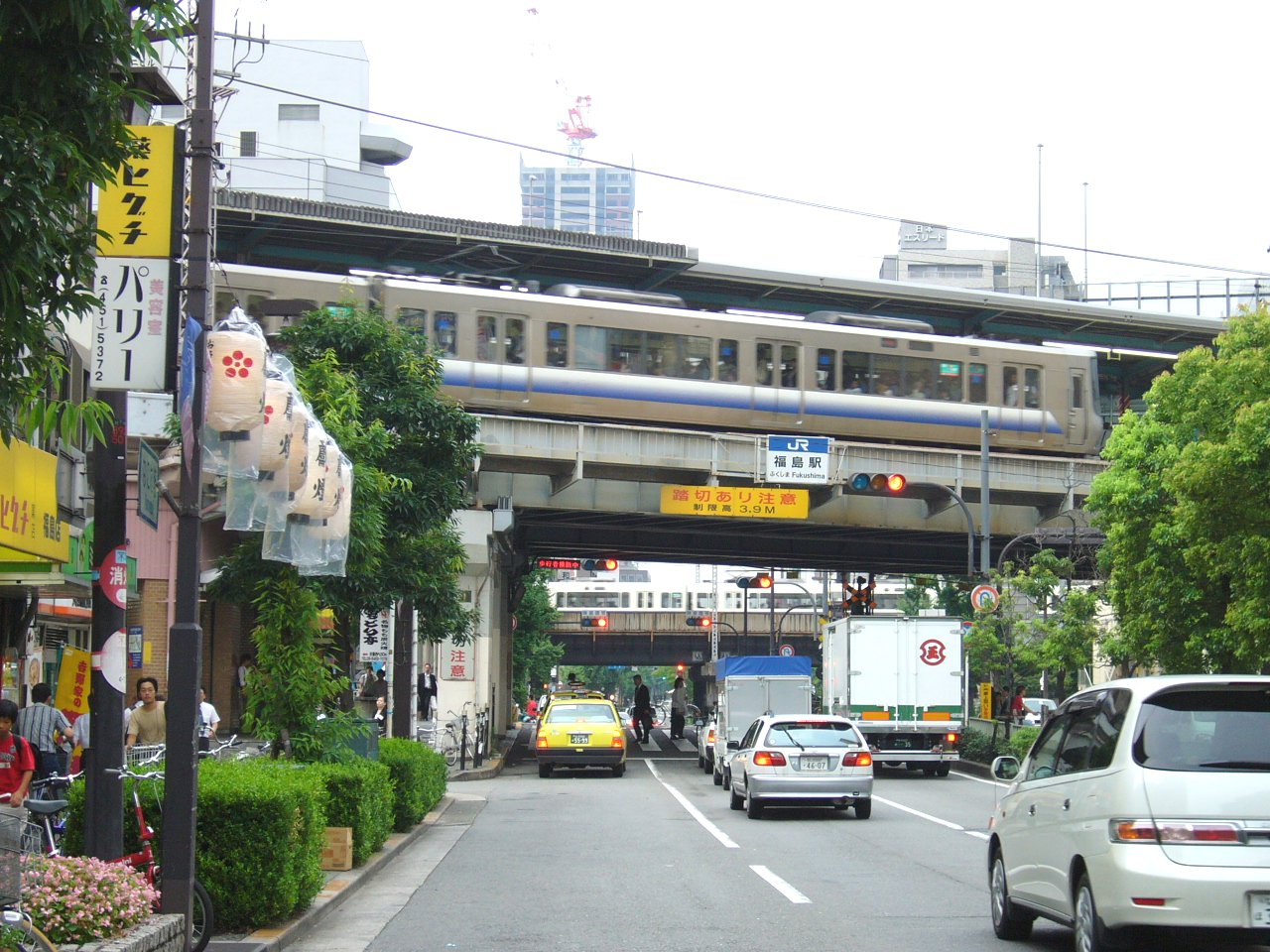
Estació de Fukushima

### Ferrocarril
- Companyia de Ferrocarrils del Japó Occidental (JR West)
  - Fukushima - Shin-Fukushima
- Ferrocarril Elèctric Hanshin
  - Fukushima

### Carretera
- Nacional 2